# Fly’s Eye Dome
Der Fly’s Eye Dome (dt.: Fliegenaugenkuppel) geht auf einen von Buckminster Fuller im Jahre 1965 geschaffenen und patentierten Entwurf zurück. Zu Fullers Lebzeiten entstanden hiervon drei Prototypen, die heute in teilweise abgeänderter Form ausgestellt werden.

## Geschichte

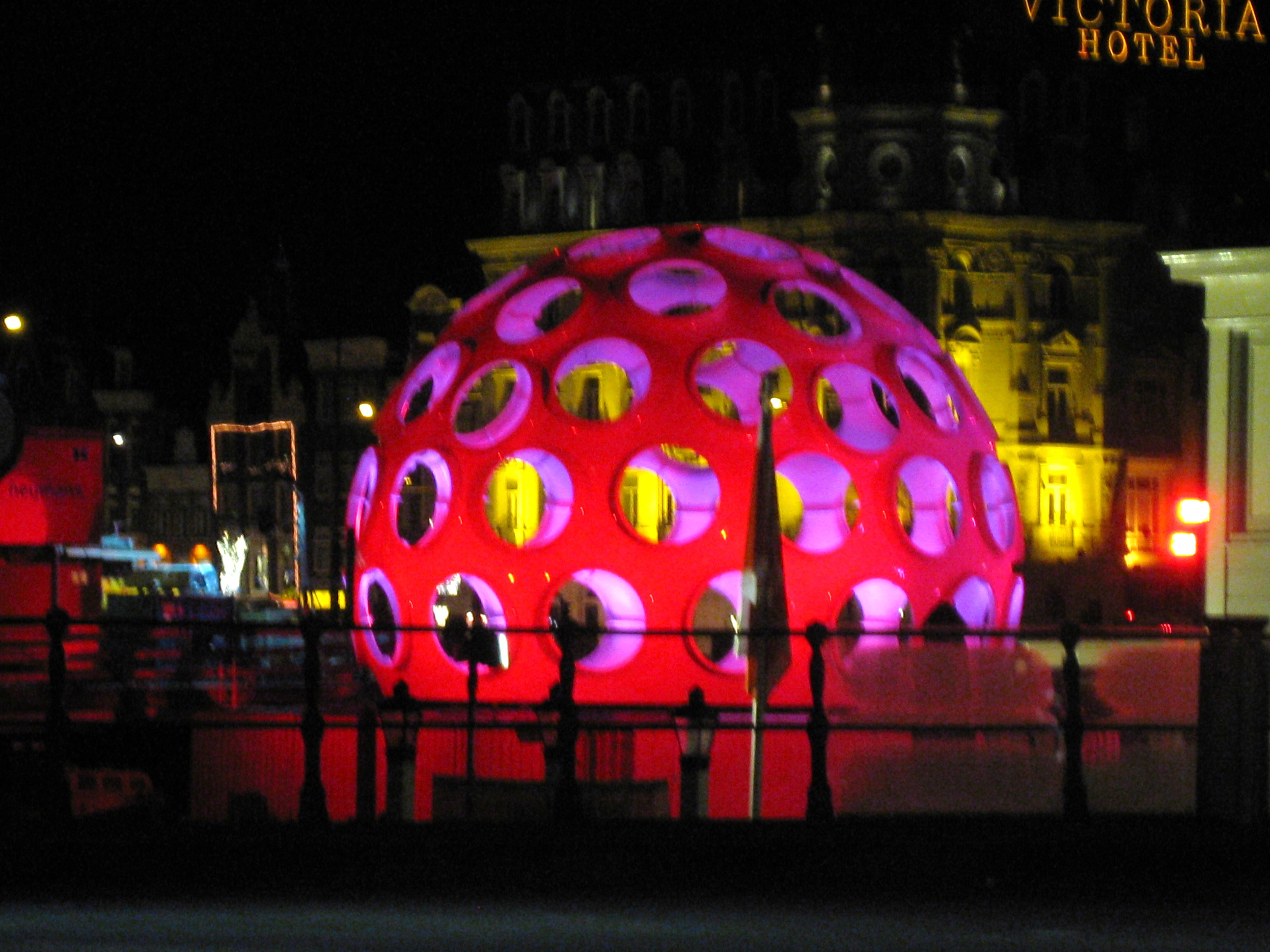
Der 50 Fuß große Fly’s Eye Dome beim Amsterdam Lights Festival (2013).

Inspiriert von den Facettenaugen von Fliegen entwarf Fuller die Kuppel und setzte dabei seine Idee des finanziell erschwinglichen und transportablen Hauses der Zukunft fort. Bereits 1928 hatte Fuller bezugnehmend auf dieser Idee das Dymaxion-Haus entworfen. Die beiden Prototypen dieses Hauses stehen heute (Stand: 2020) im Greenfield Village and Henry Ford Museum in Dearborn, Michigan. Den Fly’s Eye Dome gestaltete Fuller mit Fenstern und Öffnungen in der Kuppel, in denen Sonnenkollektoren und Wasserauffangsysteme bzw. Systeme zur Wasseraufbereitung untergebracht werden konnten, sodass die Kuppel autark werden konnte.
Anhand seines Entwurfs fertigte Fuller noch vor seinem Tod ab dem Jahr 1977 drei Prototypen bestehend aus Fiberglas und Acryl per Hand an. Dazu zählen ein 12 Fuß großer Prototyp, der heute (Stand: 2020) im Besitz des britischen Architekten Norman Foster ist, ein 24 Fuß großer Prototyp, der heute (Stand: 2020) im Besitz von Craig Robins aus Miami, Florida, ist, sowie ein 50 Fuß großer Prototyp mit 61 Acrylfenstern, der vom Crystal Bridges Museum of American Art, das auf eine Stiftung der Walmart-Erbin Alice Walton zurückgeht, erworben wurde und seit 2017 in leicht abgeänderter Bauweise im Freibereich des Museums in Bentonville, Arkansas, ausgestellt wird. Die 36 Fuß hohe Kuppel besteht aus 135 Fiberglas-Paneelen. 2013 war die 50 Fuß große Kuppel unter anderem noch beim Toulouse International Art Festival und beim Amsterdam Lights Festival ausgestellt worden. Seit 1981, dem  Los Angeles Bicentennial, war die Kuppel nicht mehr in den Vereinigten Staates ausgestellt worden und war seit dem Tod Fullers im Jahre 1983 in Nordkalifornien eingelagert gewesen. 2001 erwarb der Kunsthändler Robert Rubin die Kuppel, ließ diese restaurieren und stellte sie unter anderem in Europa aus, ehe die Kuppel Anfang des Jahres 2015 vom Museum erworben wurde.
Eine neue Version des 24 Fuß großen Fly’s Eye Dome, der sich seit 2011 im Besitz von Craig Robins, dem Gründer des Miami Design District in Miami, befindet, wurde im Jahr 2014 im Miami Design District unter Anleitung des Buckminster Fuller Institutes errichtet. Dafür wurde vom Buckminster Fuller Institute ein Team von 3-D-Designspezialisten engagiert, das die Kuppel mit Materialien und Technologien nachbauten, die Fuller zu Lebzeiten noch nicht zur Verfügung gestanden hatten. So wurde von den Unternehmen DRDesign, Conform Labs und Goetz Composites ein 3-D-Parametermodell aus den Originalteilen erstellt und unter Verwendung einer fünfachsigen CNC-Maschine eine Reihe von technischen Komponenten erstellt. Die neue Kuppel verfügt über eine neu gestaltete untere Verkürzung, ein neues Verbindungssystem, das das Eindringen von Wasser verhindert, sowie ein passives Belüftungssystem. Die Kuppel wurde über dem Zugang zum Parkhaus vor dem von Sou Fujimoto geplanten Palm-Court-Einkaufszentrum in der 140 NE 39th Street errichtet. Eine Wendeltreppe innerhalb der Kuppel verbindet den Innenhof, in dem sich die Kuppel befindet, mit der Tiefgarage darunter. Heute ist die Kuppel das Schlüsselelement des Miami Design District und wird auch in den meisten Berichten über den District abgebildet.
Bereits im Jahr 2011 fand in die Miami eine Ausstellung mit dem Titel Architecting the Future: Buckminster Fuller & Lord Norman Foster, in der die umweltorientierte Arbeit von Fuller mit der des britischen Architekten Norman Foster, der einst mit Fuller zusammengearbeitet hatte, verglichen wurde, statt. In einem Film, der während der Ausstellung gedreht wurde, diskutiert Foster für die Bedeutung des Fly’s Eye Dome und des ebenfalls von Fuller geschaffenen Dymaxion-Autos.